# Exochus flavifrontalis
Exochus flavifrontalis là một loài tò vò trong họ Ichneumonidae.